# Липец (община Виница)
Вижте пояснителната страница за други значения на Липец.
Липец (на македонска литературна норма: Липец) е село в община Виница, Северна Македония.

## География
Селото е разположено южно от град Виница, в северните поли на планината Плачковица, селото е в непосредствена близост до най-големите села в общината - Блатец и Градец.

## История
В XIX век Липец е смесено село на българи и турци, разположено в Кочанска кааза на Османската империя. Църквата „Възнесение Господне“ („Свети Спас“) е от 1849 година, а иконите са от XIX век, дело на неизвестен майстор. Според статистиката на Васил Кънчов („Македония. Етнография и статистика“) от 1900 г. Липецъ е има 724 жители, от които 340 българи християни, 360 турци и 24 цигани.
Цялото българско население на селото е под върховенството на Българската екзархия. По данни на секретаря на екзархията Димитър Мишев („La Macédoine et sa Population Chrétienne“) в 1905 година в Липец има 440 българи екзархисти и в селото работи българско училище.
При избухването на Балканската война в 1912 година 4 души от Липец са доброволци в Македоно-одринското опълчение.
След Междусъюзническата война в 1913 година селото попада в Сърбия.
Според Димитър Гаджанов в 1916 година в Липец живеят 239 турци и 275 българи.
Според преброяването от 2002 година селото има 430 жители, всички македонци.

## Личности
Родени в Липец
- Захари Трайчов, български революционер, четник на Георги Траянов в 1914 година[7]
- Илия Кочански (1873 – сл. 1950), български революционер от ВМОК
- Костадин Георгиев, български революционер от ВМОРО, четник на Никола Сарафов[8]
- Тодор Симов, деец на ВМОРО, четник на Мице Блатцалията в 1915 година[9]